# جیمز وولسی
جیمز وولسی (انگلیسی: R. James Woolsey, Jr.؛ زادهٔ ۲۱ سپتامبر ۱۹۴۱) یک سیاست‌مدار اهل ایالات متحده آمریکا است.